# Киреев, Борис Степанович
Борис Степанович Киреев (дата рождения и смерти не известны) — рабочий завода «Красный профинтерн», Брянск. Герой Труда (1932 (1933?)).

## Биография
В довоенное время трудился на заводе «Красный профинтерн» (с 1956 года — Брянский машиностроительный завод) в Бежице (сегодня — район Брянска). Участвовал в Гражданской войне машинистом бронепоезда. В 1931 году упоминается как один из передовиков производства. Бригадир.
В декабре 1932 года (по другим сведениям — в 1933 году) решением ВЦИК награждён почётным званием Герой Труда:

«Президиум Всероссийского Центрального Исполнительного Комитета, отмечая Вашу выдающуюся и исключительно полезную деятельность в социалистическом строительстве, выразившуюся в том, что Вы, работая у станка в транспортном машиностроении, внесли ряд ценных рационализаторских предложений, давших значительную экономию средств, и проявили инициативу в выпуске сверхпрограммного паровоза, а также учитывая Ваш 42-летний безупречный трудовой стаж и Ваше участие в Гражданской войне в качестве машиниста бронепоезда, награждает Вас званием Героя Труда.
Председатель Всероссийского Центрального исполнительного комитета М. Калинин.»

После начала Великой Отечественной войны участвовал в эвакуации заводского оборудования в Челябинск, где налаживал новое производство. В 1945 году возвратился в Брянск.
Дальнейшая судьба не известна.